# Гойдельские языки
Гойдельские языки — одна из двух сохранившихся в настоящее время подгрупп кельтских языков, наряду с бриттскими (особняком стоят исчезнувшие континентальные кельтские, неоднородные по своему составу). К гойдельской группе относятся близкородственные ирландский, шотландский (гэльский) и мэнский языки.
Согласно так называемой «островной гипотезе», гойдельские и бриттские языки составляют языковой союз островных кельтских языков, противопоставленный континентальным кельтским языкам.

## Состав
Родословное дерево гойдельских языков выглядит следующим образом:
- Огамический ирландский язык[англ.]
  - Древнеирландский язык
    - Среднеирландский язык
      - Ирландский язык (Gaeilge)
      - Шотландский (гэльский) язык (Gàidhlig)
      - Мэнский язык (Gaelg)

## Лингвистическая характеристика
Гойдельские языки относятся к q-кельтским языкам. Языки этой ветви сохранили протокельтское *kw (которое позже утратило лабиализацию и перешло в [k]), в отличие от галльского и бриттских языков, где *kw перешло в [p] (p-кельтские языки). Исключением является не относящийся к гойдельским языкам кельтиберский язык, который также сохранил изначальное протокельтское kw.
| Протокельтский | Галльский | Валлийский | Корнский | Бретонский | Ирландский     | Шотландский гэльский | Мэнский | Перевод  |
| -------------- | --------- | ---------- | -------- | ---------- | -------------- | -------------------- | ------- | -------- |
| *kwennos       | pennos    | pen        | penn     | penn       | ceann          | ceann                | kione   | «голова» |
| *kwetwar-      | petuarios | pedwar     | peswar   | pevar      | ceathair       | ceithir              | kiare   | «четыре» |
| *kwenkwe       | pinpetos  | pump       | pymp     | pemp       | cúig           | còig                 | queig   | «пять»   |
| *kweis         | pis       | pwy        | piw      | piv        | cé (older cia) | cò/cia               | quoi    | «кто»    |

Другим важным различием между гойдельской и бриттской подгруппами языков является переход носовых звуков *an, am в долгую гласную é перед изначальными взрывными или фрикативными согласными. Например: древнеирландское éc «смерть», écath «рыболовный крючок», dét «зуб», cét «сто» и валлийское angau, angad, dant и cant.
В других случаях:
- Носовой звук сохраняется перед гласным, j, w, m и плавным согласным:
  - Древнеирландское ban «женщина» (< banom)
  - Древнеирландское gainethar «он родился» (< gan-je-tor)
  - Древнеирландское ainb " невежественный " (< anwiss)
- Носовой звук переходит в en перед другой n:
  - Древнеирландское benn «пик» (<banno) (ср. валлийское bann)
  - Среднеирландское ro-geinn «находит место» (<ganne) (ср. валлийское gannaf)
- Носовой звук переходит в in, im перед звонким взрывным:
  - Древнеирландское imb «масло» (ср. бретонское aman(en)n, корнское amanyn)
  - Древнеирландское ingen «гвоздь» (ср. древневаллийское eguin)
  - Древнеирландское tengae «язык» (ср. валлийское tafod)
  - Древнеирландское ing «пролив» (средневаллийское eh-ang «широкий»)

## История
Исторически гойдельские языки представляют собой диалектный континуум, простиравшийся от южной Ирландии через остров Мэн до севера Шотландии.
Гойдельские языки изначально были распространены исключительно на территории Ирландии. Время появления гойдельских языков в доисторической Ирландии остаётся предметом дискуссий, однако оно значительно предшествует появлению на Британских островах бриттов. Существует гипотеза о наличии в гойдельских языках догойдельского субстрата (следов языка или языков докельтского населения Ирландии).
Между III и VI веками н. э. группы ирландских кельтов, известных римлянам как Scoti (гэлы), начали мигрировать из Ирландии на территорию современной Шотландии, где в конечном итоге ассимилировали проживающих там пиктов.
Мэнский язык очень близок к языку северо-востока Ирландии, а также к ныне вымершему кельтскому языку Галлоуэя (на юго-западе Шотландии). В результате вторжений викингов, он подвергся сильному влиянию древнескандинавского языка.
Первые надписи на гойдельском языке (огамический ирландский язык) сделаны огамическим письмом ранее IV века н. э.
Древнеирландский язык представлен глоссами в латинских религиозных манускриптах, относящихся к периоду с VI по X век н. э.
Среднеирландский язык, предок современных гойдельских языков, существовал с X по XII века н. э. На нём сохранилось большое количество литературы, включая ранние ирландские законодательные тексты.
Новоирландский язык охватывает период с XIII по XVII века н. э. Варианты новоирландского языка использовались в качестве литературного языка Ирландии до XVII века, а в Шотландии — до XVIII века.
Позднейшие реформы орфографии привели к образованию стандартизированной диасистемы языков. Письменность мэнского языка, основанная на английской и валлийской, была введена в 1610 году епископом валлийского происхождения Джоном Филлипсом.